# 劉偉杰
劉偉杰（1962年12月7日—），生於臺灣台北市，經濟罪犯，在擔任理律法律事務所法務專員時，涉嫌盜賣、侵佔客戶資產，於2003年潛逃出境。

## 生平
國立中興大學法商學院（今國立臺北大學）法律系畢業，美國南美以美大學法律研究所肄業，前理律法律事務所法務專員。其2003年10月於台灣任職理律法律事務所專員時，利用職務涉嫌侵占。劉偉杰在理律服務16年，捲款潛逃前，劉偉杰的按時計酬費是一小時6,500元，這是僅次於合夥人的等級。事發前一年更被升合夥人，但選擇放棄。其利用職務之便盜賣客戶新帝公司寄存的聯華電子股票十二萬餘張，賣得金額高達新台幣30億元，全遭其侵占，其並將贓款轉買高價值的鑽石，以洗錢手法向外移轉。
當理律發現客戶股票遭劉盜賣時，劉利用其友人黃室華的身份，在共犯林岑偉的協助下，一同潛逃，取道香港，前往中國大陆。這個案件震驚台灣社會，劉偉杰也成為台灣的十大通緝犯，检调、黑道、大陆公安都未能找到他，刘如同人间蒸发。2016年，共犯林岑偉追訴期滿，獲不起訴處分；劉偉杰的追訴期至2017年期滿。
2017年10月2日，此案已過十二年半的追訴期，劉偉杰的行蹤仍成謎，因此台北地檢署處分不起訴。

## 家族相關犯罪
劉偉杰父親劉榮顯在1992年8月擔任臺灣省合作金庫職員的時候，勾結合庫雙連支庫前經理陳常佑等人超貸合庫達新台幣1.3億元後潛逃美國，同樣也被台北地方法院依貪污罪通緝至今。